# Конвой № 1023
Конвой № 1023 — японський конвой часів Другої світової війни, проведення якого відбувалось у червні 1943 року.
Конвой сформували на атолі Трук (нині Чуук) у східній частині Каролінських островів, де ще до війни була створена потужна база ВМФ, а місцем призначення був Рабаул — головна передова база в архіпелазі Бісмарка, з якої безпосередньо провадились операції на Соломонових островах та сході Нової Гвінеї.
До складу конвою увійшли транспорти «Тоней-Мару», «Шоєй-Мару» та «Харуна-Мару». Ескорт забезпечували есмінець «Асанагі» та переобладнаний канонерський човен «Сейкай-Мару».
2 червня судна вийшли з Труку та попрямували на південь. У цей період японські конвої до архіпелагу Бісмарка ще не стали цілями для авіації, проте на комунікаціях активно діяли підводні човни США. Утім, проходження конвою № 1023 відбулось без інцидентів і 6 червня він прибув до Рабаула.